# Episannina
Episannina é um gênero de traça pertencente à família Brachodidae.